# Вольфганг Гюттлер
Вольфганг Гюттлер (нім. Wolfgang Güttler; 22 лютого 1893, Райхенштайн — 20 лютого 1918) — німецький льотчик-ас, лейтенант Прусської армії.

## Біографія
З початком Першої світової війни вступив в 11-й кінно-єгерський полк. В 1916 році перейшов в авіацію, почав літати у складі 72-го льотного дивізіону на Східному фронті. Пізніше був переведений 285-й льотний дивізіон. Пройшов підготовку винищувача в 11-му льотному запасному дивізіоні та 10 березня 1917 року був направлений в 24-ту винищувальну ескадрилью. 29 вересня 1917 року прийняв командування над 13-ю винищувальною ескадрильєю. Загинув внаслідок зіткнення з літаком віцефельдфебеля Пауля Гіоба під час бою над фермою Реней.
Всього за час бойових дій здобув 8 перемог.

## Нагороди
- Залізний хрест
  - 2-го класу
  - 1-го класу (листопад 1916)